# Імменштад
Імменштад (нім. Immenstaad) — громада в Німеччині, знаходиться в землі Баден-Вюртемберг. Підпорядковується адміністративному округу Тюбінген. Входить до складу району Бодензе.
Площа — 9,26 км2. Населення становить 6543 ос. (станом на 31 грудня 2020).